# 美姉妹 剥ぐ!
『美姉妹 剥ぐ!』（びしまい はぐ）は、上垣保朗監督、小田かおる主演で1985年3月9日に日活ロマンポルノの作品として公開された日本映画。

## あらすじ
姉・冴子と妹・典子は、それぞれOLとして働きながらマンションの一室に同居している。冴子は性に奔放で、今は勤務先の食品研究所の上司・吾妻と関係をもっている。一方、典子にも学生時代からの付き合いで、同じ出版社に勤める佐久間という恋人がいる。
そんな典子の前に、以前に冴子と付き合い、彼女に棄てられた村上が現れ、貸したままになっている本を返して欲しいと冴子へ伝言してくれと頼む。後日、本を取りに来た村上を典子は部屋に入れてしまい、村上に犯されてしまう。...

## キャスト
- 小田かおる - 黒川典子
- 赤坂麗 - 黒川冴子
- 池田光隆 - 村上弘樹
- 石井茂樹 - 佐久間
- 大林丈史 - 吾妻雄一郎
- 西屋東 - 冨永良昭
- 和泉喜和子 - 黒川雅代